# Dekanat sierpuchowski
Dekanat sierpuchowski – jeden z 48 dekanatów eparchii moskiewskiej obwodowej Rosyjskiego Kościoła Prawosławnego. Obejmuje cerkwie położone w rejonie sierpuchowskim obwodu moskiewskiego. Funkcjonuje w nim dziewiętnaście cerkwi 
parafialnych miejskich, dwadzieścia sześć cerkwi parafialnych wiejskich, pięć cerkwi filialnych i cztery kaplice.
Funkcję dziekana pełni ks. Igor Czaban.

## Cerkwie w dekanacie[1]
- Cerkiew Wszystkich Świętych Ziemi Ruskiej w Protwinie

Cerkiew Opieki Matki Bożej w Protwinie
- Cerkiew św. Mikołaja w Wasiljewskim
- Cerkiew Podwyższenia Krzyża Pańskiego w Awangardzie
- Cerkiew św. Mikołaja w Buturlinie
- Cerkiew Zaśnięcia Matki Bożej w Głazowie
- Cerkiew św. Mikołaja w Daszkowce
- Cerkiew Świętych Borysa i Gleba w Drakinie
- Cerkiew Świętych Borysa i Gleba w Jeninie
- Cerkiew Przemienienia Pańskiego w Żernowce
- Cerkiew Świętych Flora i Laura w Igumnowie
- Cerkiew św. Mikołaja w Kaługinie
- Cerkiew Narodzenia Matki Bożej w Kargaszynie
- Cerkiew Zwiastowania w Lipicach
- Cerkiew Trójcy Świętej w Łużkach
- Cerkiew św. Mikołaja w Łukjanowie
- Cerkiew św. Michała Archanioła w Niechoroszewie
- Cerkiew Kazańskiej Ikony Matki Bożej w Nowinkach
- Cerkiew Świętych Cyryla i Metodego w Oboleńsku
- Cerkiew Narodzenia Matki Bożej w Podmokłowie
- Cerkiew św. Michała Archanioła w Puszczinie

Kaplica św. Aleksandry
- Cerkiew Obrazu Zbawiciela Nie Ludzką Ręką Uczynionego w Rajsiemienowskim
- Cerkiew Przemienienia Pańskiego w Sielinie
- Cerkiew Objawienia Pańskiego w Sierpuchowie
- Sobór św. Mikołaja w Sierpuchowie
- Cerkiew Obrazu Zbawiciela Nie Ludzką Ręką Uczynionego w Sierpuchowie
- Cerkiew św. Mikołaja w Sierpuchowie

Cerkiew Ikony Matki Bożej „Znak” w Sierpuchowie
Cerkiew Świętych Niewiast Niosących Wonności w Sierpuchowie
Kaplica św. Dymitra Dońskiego
- Sobór Ukrzyżowania Pańskiego w Sierpuchowie
- Cerkiew Opieki Matki Bożej w Sierpuchowie
- Cerkiew Zmartwychwstania Pańskiego w Sierpuchowie
- Cerkiew Trójcy Świętej w Sierpuchowie
- Cerkiew św. Serafina z Sarowa w Sierpuchowie
- Cerkiew św. Eliasza w Sierpuchowie

Cerkiew Zaśnięcia Matki Bożej w Sierpuchowie
- Cerkiew Podwyższenia Krzyża Pańskiego w Sierpuchowie
- Cerkiew Spotkania Pańskiego w Sierpuchowie

Kaplica św. Aleksego, Człowieka Bożego
- Cerkiew Kazańskiej Ikony Matki Bożej w Sierpuchowie
- Sobór Trójcy Świętej w Sierpuchowie
- Cerkiew Wszystkich Świętych w Sierpuchowie

Kaplica św. Pantelejmona
- Cerkiew na dzwonnicy dawnego Monasteru Ukrzyżowania Chrystusa w Sierpuchowie
- Cerkiew Peczorskiej Ikony Matki Bożej w Sierpuchowie
- Cerkiew Zaśnięcia Matki Bożej w Starych Kuzmienkach
- Cerkiew św. Mikołaja w Suszkach
- Cerkiew Narodzenia Pańskiego w Teljatiewie

Cerkiew św. Mikołaja w Teljatiewie
- Cerkiew Narodzenia Matki Bożej w Tulczinie
- Cerkiew Narodzenia Matki Bożej w Turowie
- Cerkiew św. Michała Archanioła w Szatowie